# Фабіола Джанотті
Фабіола Джанотті (італ. Fabiola Gianotti; нар. 29 жовтня 1960) — італійська вчена, ядерний фізик. Генеральний директор CERN (Європейської організації з ядерних досліджень) з 2016 року. Перша жінка, яка обіймає цю посаду. Екс-речник експерименту ATLAS на великому адронному колайдері. Член-кореспондент Академії деї Лінчеї, іноземний член Національної академії наук США (2015), Французької академії наук (2015), Лондонського королівського товариства (2018), Американського філософського товариства (2019).

## Біографія
Одержала докторський ступінь в галузі експериментальної суб'ядерної фізики в Міланському університеті. У 1987 році почала працювати в CERN на експериментах UA2 і ALEPH (Apparatus for LEP PHysics at CERN) на Великому електрон-позитронного коллайдері, попереднику Великого андронногоколайдера. Її дисертація була присвячена аналізу даних експерименту UA2.
Крім того, отримала професійну музичну освіту за класом фортепіано в Міланській консерваторії.
З 1990 року працює в галузі калориметрії на рідкому аргоні на LHC, з 1992 року продовжує цю роботу для ATLAS, а також працювала в галузі пошуку суперсиметрії на LEP2 з 1996 по 2000 роки.
Вона також є членом Консультативного комітету Фермілабу, лабораторії фізики елементарних частинок в Батавії (штат Іллінойс) та Європейської академії (2016).
З 1 січня 2016 року обіймає посаду Генерального директора CERN (перша в історії жінка на цій посаді).

## Особисте життя
Джанотті захоплюється танцями і грає на фортепіано. Вона ніколи не виходила заміж; у профілі Нью-Йорк Таймс про Джанотті, що вона «присвятила своє життя фізиці, пожертвувавши своїм особистим життям».

## Нагороди та відзнаки
- Премія з фундаментальної фізики (2013)
- Премія Енріко Фермі Італійського фізичного товариства (2013)
- Меморіальна лекція Манні Сігбана (2013)
- Медаль Пошани Інституту Нільса Бора (2013)
- Медаль Вільгельма Екснера (2017)
- Почесний професор Единбурзького університету.
- Почесний доктор Уппсальского університету (2012), Федеральної політехнічної школи Лозанни (2013), канадського Університету Макгілла (2014 року), норвезького Університету Осло (2014 року), Единбурзького університету (2015).
- Великий офіцер ордена «За заслуги перед Італійською Республікою» (2012, Командор 2009)[21].